# Tedero

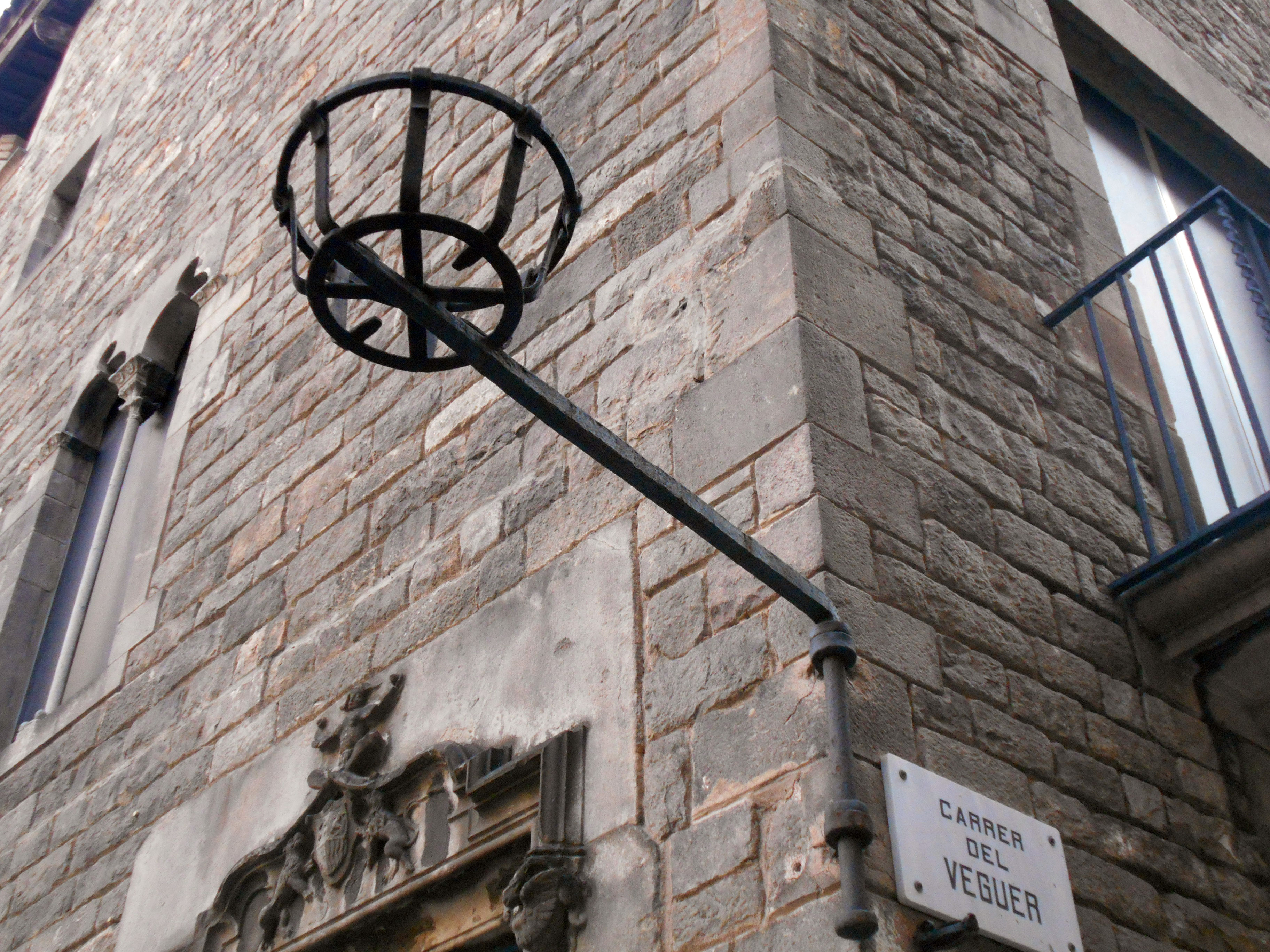
Tedero de la plaza del Rey (Barcelona).

El tedero era una especie de caldera de hierro con varios respiraderos que en su parte inferior tiene una horquilla o cubo para afianzarse a un extremo de palo clavado en tierra. 
El tedero se llenaba de astillas de maderas resinosas, pez, alquitrán u otra materia susceptible de combustibilidad y una vez prendidas estas materias, daban una luz clara que no podía apagar el viento. Se empleaba para alumbrar durante la noche ciertas calles o cualquier obra de fortificación, hacer señales, guiar la marcha nocturna de un cuerpo de tropas, etc. 